# Philips in België
Dit artikel beschrijft de geschiedenis van Philips in België.

## Eerste jaren (1919-1922)
Zodra de grenzen na de Eerste Wereldoorlog weer opengingen, begon dr. Anton Philips te reizen. Hij zocht de concurrenten in de omliggende landen op om een kartel te vormen, aanknopend met de Duitse traditie van concurrentievoering gebaseerd op onderlinge industriële samenwerking. Aangezien de binnenlandse markt te klein was, hoopte hij op die manier in het buitenland met concurrenten tot afspraken te komen over de marktverdeling en prijzen. Naast kartelvorming zag hij ook brood in het oprichten van eigen verkoopmaatschappijen in het buitenland.
Een van zijn eerste bezoeken gold Brussel. Tien dagen na de wapenstilstand, op 21 november 1918, vertrokken Anton Philips en J.B. Vink per auto voor een eerste oriëntering naar Brussel, zonder papieren en passen. Ze kwamen er aan op de dag waarop koning Albert I van België na het wegtrekken van de Duitsers in zijn residentie terugkeerde. Er was een enorme opgewonden volksmenigte op de been. De beide Nederlanders werden door enige omstanders voor Duitsers aangezien. Er vielen dreigende woorden en er dreigde zelfs een oploop te ontstaan, die voor de beide bezoekers heel onaangenaam had kunnen worden. Gelukkig wisten zij zich uit de voeten te maken. Met hun Belgische vertegenwoordigers begonnen zij 's anderdaags gesprekken voor een eigen Philipsorganisatie in België, die het werk van vele agenten en grossiers grotendeels zou overnemen. Philips wilde namelijk dat niet alleen aan lampen als toonbankartikelen maar ook aan de vele nieuwe artikelen, zoals autolampen en projectielampen, aandacht zou worden besteed.
Jacobus Bartholomeus Vink was een van de velen die in de gelegenheid werden gesteld om in het buitenland te tonen wat zij konden presteren. Zijn carrière begon op 9 december 1907 te Eindhoven als assistent van de heer Bakker met een jaarloon van 1200 gulden. Hij nam deel aan de ontwikkeling van de verkoop in Nederland en toonde al snel zijn grote organisatietalent. Toen de dienst "Publiciteit" opgericht werd, koos men hem uit om die te leiden. Op 31 december 1915 werd hij procuratiehouder bij deze afdeling. Anton Philips erkende Vinks kwaliteiten en koos hem uit om aan het hoofd van de Belgische organisatie te staan. Enige weken na het eerste bezoek van Anton Philips en J.B. Vink aan België, huurde Vink een klein handelshuis in de Zwaluwstraat te Brussel. Voor het in orde brengen van briefpapier, boekhouding en administratieve documenten kon hij rekenen op de hulp van Felix van Hoof, met wie hij samenwerkte vanuit een kamer in het hotel Metropole op het De Brouckèreplein te Brussel. Deze Van Hoof was, na een carrière als onderstationchef bij de Belgische spoorwegen, op 15 oktober 1914 bij Philips in Eindhoven aan de slag gegaan, zoals tijdens de Eerste Wereldoorlog overigens heel wat Belgen bij onder andere Philips (Koninklijke Philips Electronics N.V.) in Eindhoven zijn gaan werken.
Op 9 januari 1919, om 17.00 uur, wordt in een statig herenhuis in de Beursstraat in Amsterdam de naamloze vennootschap "La Lumière économique", concessionaris voor de verkoop van Philips' producten, opgericht ten overstaan van Gerard van der Aa, consul-generaal van België te Amsterdam, optredend als notaris.
De oprichters zijn:
- Gerard Hendrik de Marez Oyens, °31/7/1873 met domicilie op Huize Den Dam in Eefde, *bankdirecteur (Amsterdam);
- Geert van Mesdag, industrieel en wonende te Hilversum;
- Eduardus Joseph Philips, advocaat, °Zaltbommel 30/6/1872 en wonende te Hilversum;
- Henri Louis Philips, bankier wonende te Zaltbommel;
- Jacobus-Bartolomeus Vink, handelaar, °Den Haag 27/11/1885 wonende te Tongelre;
- Felix Van Hoof, boekhouder (wonende te Brussel, maar tijdelijk verblijvend te Eindhoven) en
- Adriaan Boutkan, boekhouder wonende te Eindhoven.

Zij laten zich allen bij volmacht vertegenwoordigen door Salomon Wolf, expert-boekhouder gevestigd te Tongelre en Philipsmedewerker sinds 29 juli 1908 met een aanvangsloon van 10 gulden per week. Het oprichtingskapitaal bedraagt 100.000 frank, vertegenwoordigd door 100 aandelen (in dezelfde volgorde, respectievelijk 25, 25, 25, 10, 10, 3, 2 aandelen).
De vennootschap die zich in Brussel of de Brusselse agglomeratie moet vestigen, zal zich bezighouden met de verkoop van elektrische en technische artikelen (met fabricage start men pas in 1929). De leiding van het bedrijf komt in handen van drie tot maximum zeven bestuurders met een mandaat van 6 jaar, waarbij loting het aftreden zal bepalen. De eerste bestuurders zijn Gerard Hendrik de Marez Oyens, bankdirecteur Eindhoven, Geert van Mesdag, industrieel te Hilversum, Eduardus Joseph Philips, advocaat te Hilversum, en Henri Louis Philips, bankier wonende te Zaltbommel. Als commissarissen worden benoemd de heren Felix Van Hoof en Adriaan Boutkan.
De oprichtingsakte wordt geregistreerd op 3 april 1919 te Elsene, op 15 april 1919 op de griffie van de rechtbank van koophandel te Brussel neergelegd en vervolgens op 18 april gepubliceerd in de bijlagen tot de Moniteur belge onder nummer 2482.
De heer Jacobus-Bartolomeus Vink wordt door de eerste algemene vergadering benoemd tot directeur, met een jaarsalaris van 10.000 frank. Hij zal van 1922 tot 1 januari 1950 gedelegeerd bestuurder blijven.
Als vestigingsplaats kiest men de Zwaluwstraat (rue des Hirondelles) nr. 17, te Brussel, een straat die uitkomt op het De Brouckèreplein. De koopprijs van dit pand bedraagt 300.000 frank (plus 8% kosten). De verbouwings- en reparatiewerken schat men op 130.000 frank. De magazijnoppervlakte beslaat slechts 250 m², zodat men al snel magazijnen huurt op de Hooikaai en in de Fabrieksstraat. Voor het transport beschikte men aanvankelijk over een handkar, maar na enkele maanden kwam er een Fordvrachtwagen die in 1920 zo'n 10.885 kilometer aflegde. De totale uitgave voor salarissen, lonen en sociale uitgaven bedroeg 204.174,75 frank. Op 4 mei 1920 besluit de algemene vergadering tot het instellen van een pensioenfonds voor bedienden en arbeiders.
Er werken aanvankelijk 25 personen, te weten directeur J.B. Vink, adjunct J. Van Hoof, 3 vertegenwoordigers, een boekhouddienst, verkoopdienst, afdeling reclame, afdeling magazijnen en verzending. De jongste werknemer, Paul de Vleeschouwer, was 15 jaar en verscheen in korte broek op het werk. Tien jaar later vieren er 22 van die 25 hun tienjarig dienstjubileum bij Philips.
Op 6 juli 1920 komt in de raad van bestuur het probleem van de licentie uitvindersoctrooien aan de orde, waarvoor Philips Eindhoven een rekening van 401.425,67 frank had voorgelegd. Bij het vaststellen van de verkoopprijzen was hiermee totaal geen rekening gehouden. De overeenkomst van 18 december 1918 met Eindhoven rept er bovendien met geen woord over. Daarom besluit men vooralsnog niet te betalen. Op 10 oktober 1920 geeft Vink in de raad van bestuur toe dat er zal moeten worden betaald, omdat deze kosten stilzwijgend waren overeengekomen.
In het verslag van de raad van bestuur van 2 mei 1922 maakt men melding van een serie verduisteringen voor een totaal bedrag van 376.304,05 frank. Mede hierdoor kan er geen dividend over 1921 uitgekeerd worden.
Philips werkte in Europa met agenten die de landelijke markten bewerkten. Doordat heel wat landen, zoals Frankrijk, Spanje en Italië, de dominantie van de sterk geïndustrialiseerde landen als Duitsland en Groot-Brittannië wilden breken, werden douanebelemmeringen tegen import opgeworpen. Eind 1918 werden in Italië buitenlandse lampen aan een vergunningenstelsel onderworpen, wat de invoer nagenoeg onmogelijk maakte. Op die manier hoopte men de eigen kleine, technisch zwakke gloeilampenindustrie te beschermen. Philips trachtte de importbelemmeringen te omzeilen door met een Nederlandse agent (de Philipswerknemer A. van Eyk) een pseudo-Italiaans bedrijf op te zetten. Daarvoor werkte deze ter plaatse samen met een Italiaanse agent (Muggia), maar al snel kwam het tot een breuk tussen Philips, Van Eyk en Muggia.
Vink had veel ervaring in België opgedaan. Met succes had hij grossisten overbodig weten te maken. Daarom werd hij gekozen om in Italië orde op zaken te gaan stellen. Vink stelt zijn mandaat als bestuurder ter beschikking om zodoende naar Italië te kunnen vertrekken. Op 1 juli 1922 wordt hij in België opgevolgd door Leon Van Rillas, directeur van de Volta fabriek te Deurne, waarin Philips een grote participatie had genomen.
Toen Vink in Milaan aankwam, weigerde Van Eyk, die geen inmenging duldde, hem de toegang tot het bedrijf. Onder zware druk van Eindhoven moest Van Eyk inbinden. Hij nam ontslag onder het beding van een schadevergoeding van 25.000 gulden.
Vink wist uiteindelijk de plooien glad te strijken en verzoende Philips en Mario Muggia en diens compagnon Jules Israel. Op 16 mei 1923 werd de Philips S.A. Italiana opgericht met als bestuurders Vink, Muggia en Israel.
Het personeelsaantal van 'La Lumière économique' loopt al snel op tot 100 man. De bureauchef Felix Van Hoof (wonende te Vorst, 282 av van Volxem) wordt op 29 september 1922 algemeen procuratiehouder. Hij mag de directeur bij diens afwezigheid vervangen voor zover het om daden van dagelijks bestuur gaat die niet kunnen wachten en niet meer bedragen dan 50.000 frank. Daarbuiten moet hij toelating krijgen van de gedelegeerd bestuurder of zijn volmachthouder, met inachtneming van alle bepalingen van de statuten en de richtlijnen aan de directeur. Het bedrijfspand wordt te klein. Om de voorraad op te kunnen slaan, wordt uitgeweken naar panden op Hooikaai/Quai aux Foins en Fabriekstraat/Rue des Fabriques.
De heer G. van Mesdag, aandeelhouder en bestuurder, wordt op 30 juni 1922 vervangen door J.B. Vink, die aldus afgevaardigd bestuurder wordt. De heer H.L. Philips wordt opgevolgd door Jan-Hendrik Gaarenstroom (geboren te Nieuwenhoorn op 2 maart 1892), bestuurder van vennootschappen en in dienst getreden bij Philips op 1 augustus 1908 met een jaarloon van 1800 gulden. Beide aftredende bestuurders blijven wel aandeelhouder. Felix Van Hoof vervult wegens zijn procuratiehouderschap geen commissarismandaat meer. Het college van commissarissen bestaat alleen nog uit Adrien Boutkan.
Op de buitengewone algemene vergadering tot wijziging van de maatschappelijke benaming van de vennootschap, op 30 mei 1923 om 15.00 uur, zijn alle bestuurders vertegenwoordigd door de heer Van Hoof, voorzitter, die de heer Van Rillas, directeur van de vennootschap, als secretaris laat optreden. De vennootschapsnaam luidt nu "La lampe Philips, société anonyme".

## Periode Vink (1922-1949)
Op 21 augustus 1923 houdt de raad van bestuur een vergadering naar aanleiding van het ontslag van Van Rillas, die naar Frankrijk vertrekt, waar we hem (in 1929) terugvinden als directeur van de Franse verkoopmaatschappij "La Lampe Philips S.A.".

### 1924
Op 25 februari 1924 krijgt J.B. Vink volmacht van de raad van bestuur om te onderhandelen over de aankoop van een reeks gebouwen aan de Anderlechtstraat, Zespenningstraat en de Baardgang. De verhuis van Zwaluwstraat 17 naar de nieuwe lokalen in Anderlechtstraat 37-39 te Brussel ("anciennes usines Christiaens") is gepland voor 1 februari 1925.
Op 30 juli 1924 wordt een verkoopakte ondertekend ten overstaan van Raphael Rodenbach, notaris te Anderlecht, Avenue Clemenceau 16, door enerzijds het echtpaar Charles-Martin Christiaens, industrieel, geboren te Brussel op 12 november 1865 en zijn vrouw Hélène-Victoria Alexandrine Kaeckenbeeck, zonder beroep, geboren te Brussel op 21 maart 1867 en beiden verblijvend te Elsene, rue Paul Lauters, 63, getrouwd onder gemeenschap van aanwinsten volgens akte van 1893, en anderzijds 'La Lampe Philips', SA, vertegenwoordigd door Jacques Bartholomé Vinck (sic), gedomicilieerd te Etterbeek, avenue de Tervueren, 108.
Het gaat om een oud pand met magazijnen, eertijds toebehorend aan een zekere Matthieu, handelaar in koloniale waren, dat op 27 mei 1831 werd geplunderd. Een Vlaams volksliedje herinnert aan het tragikomische toneel dat drie dagen lang de openbare weg bestrooid lag met suiker en koffie. Het huis van de genaamde Matthieu werd in latere jaren bewoond door schrijnwerker J.F. Christiaens, die in 1906 overleden was. Hij was gehuwd met de dochter van de plaatselijke brouwer en had 300 werklieden in dienst.
Het aangekochte goed omvat naast het woonhuis, werkplaatsen, stallen, bergplaatsen (remises), binnenplaatsen (cours) en overige bijgebouwen (dependances), gelegen tussen de Anderlechtstraat (rue d'Anderlecht), genummerd 35, 37, 39, Zespenningenstraat (rue des Six Jetons), genummerd 36, 38, 40 en de Baardgang (l'Impasse de la Barbe), aan l'Impasse de l'Asile nrs. 1 à 8, kadasternummers 1647 l en g, 1648 a en b, 1649, 1650, 1651 b, c, d, 1652 a, 1653, 1731 u en w, groot 46 are 56 ca.
Het pand bevat machines en apparatuur voor de productie van stoom en elektriciteit, te weten een stoomketel Lancashire-Galloway met alle 'garnitures et armatures' en een stoompompmachine Corliss «avec poulie de commande principale, clef sur l'arbre à coté du volant avec tous ses accessoires, clef et burette, une machine dynamo à deux bobines placées sur des noyaux verticaux et parallèles, un tableau électrique». Het goed deed dienst als meubelfabriek. Voorts een klein eigendom met 'remise, réduit, écurie et cour', gelegen Baardgang, kadaster nr. 1664 h, groot 84 ca.
De verkoopprijs bedraagt in totaal 1.548.275 frank. Er wordt een voorschot van 150.000 frank gevraagd en het saldo moet betaald worden in 9 annuïteiten waarvan de eerste acht à 150.000 frank en de laatste voor een bedrag van 198.275 frank, te betalen ieder jaar op 30 juli en voor de eerste maal op 30 juli 1925, met een intrest van 6%. Op 3 oktober 1924 betaalt Philips ineens 1.413.215 frank, zijnde het totale bedrag.
Eind 1924 moet het kapitaal verhoogd omdat de zaken een aanzienlijke uitbreiding hebben ondergaan en rekening moet worden gehouden met de exploitatie van de octrooien Claude de Beaufort. Een Belgische groep schrijft in voor 1.900.000 frank.
De algemene vergadering besluit op 30 december 1924 de vennootschapsnaam te wijzigen door toevoeging van de woorden "société anonyme belge".

### 1925
In 1925 zal de "Manufacture Belge de Lampes Electriques" (MBLE) opgenomen worden in het Philipsconcern. Vink memoreert dat het op oudejaarsdag 1924 was, kort voor middernacht, dat de overeenkomst werd getekend en de samenwerking begon.
Dit bedrijfje, in 1911 in Vilvoorde opgericht onder de benaming "La Lampe Brabant", verhuisde na enkele jaren naar de Demetskaai te Anderlecht. Pas in 1946 zal het zijn intrek nemen in de gebouwen van de oude schoenveterfabriek "Fabrique de Tresses et Lacets Torley" aan de Tweestationsstraat te Anderlecht.
Aan deze overname is een scherpe strijd voorafgegaan. Een eerste strijdtoneel vormden de onderhandelingen tussen Philips en Osram over de octrooien en de verdeelsleutel voor de afzet van gloeilampen. Philips bevond zich in een niet al te sterke positie, maar doordat op 24 juni 1922 Walther Rathenau, de Duitse minister van Buitenlandse Zaken en eveneens onderhandelaar voor Osram in deze aangelegenheid, vermoord werd en de daaropvolgende politieke troebelen het herstel van de Duitse economie tot staan brachten, kwam er van de door Osram voorgestelde en bijna opgedrongen fusie tussen beide bedrijven niets terecht. Tot opluchting van Anton Philips, die er wel in geslaagd was om de deelonderhandelingen tot een goed eind te brengen over de definitieve formulering van het licentiecontract, met name de licentievergoeding en de gratis cross-licence ten aanzien van alle toekomstige octrooien op het gebied van gloeilampen. Door de bezetting van de Ruhr en de zware economische terugval trachtte Osram haar exportpositie in onder meer Zuid-Amerika nu te versterken.
Op de Noord-Amerikaanse markt hadden Europese bedrijven geen greep wegens de octrooi-overmacht van International General Electric. IGE zag evenwel in dat haar octrooien binnen afzienbare tijd ten einde zouden lopen en was daarom een wereldomspannend kartel gunstig gezind. Na contacten tussen IGE (de heer Woordward) en Osram (de heer Meinhardt) werden Philips en Tungsram (Hongarije) er zo snel mogelijk bij betrokken, want IGE zag in dat vertraging in haar nadeel werkte. Hoewel de tegenpartijen bang waren voor de typische tactiek van Anton Philips, namelijk een uitgebreide lijst eisen op tafel leggen en elk verlangen van de tegenpartij afhankelijk maken van een nieuwe concessie, ondertekenden op 14 mei 1924 Osram, Philips en IGE de overeenkomst tot kartellering van de gehele internationale gloeilampenindustrie. Elke partij zou in zijn eigen gebied de fabrikanten achter het contract pogen te krijgen.
Philips kreeg de opdracht om besprekingen te voeren met 'Compagnie des Lampes' (Frankrijk) en de 'Société d'Electricité et de Mécanique' (SEM) (België). De gloeilampenfabriek Manufacture Belge de Lampes Electriques was in handen van SEM en had al jaren een bitse verhouding met Philips, die van SEM, na druk van IGE, een verkooplicentie in België had weten te bekomen, waarbij ook minimumprijzen waren opgelegd, die evenwel door geen van beide partijen werden gerespecteerd. De concurrentievervalsing werd zo bitsig dat MBLE arbitrage inriep. Extra complicaties deden zich daarbij voor doordat AEG (in naam van Osram) haar tijdens de oorlog gesekwestreerde en in 1920 aan SEM verkochte Belgische octrooien terugeiste. Om een forcing door te drukken, brengt IGE Philips in contact met Dannie Heineman, een van de oprichters van Sofina (Société financière de transports et d'entreprises industrielles) de voornaamste aandeelhoudster van SEM. Sofina was een Brusselse investeringsmaatschappij die Heineman in 1905 met behulp van Duits geld (AEG) had overgenomen, maar daarna de Amerikaans-Engelse kant opvoer. Heineman en Anton komen overeen om Philips voor 16 miljoen frank MBLE te laten overnemen samen met de relevante gloeilampenoctrooien. Op 28 december 1924 kwam de overname tot stand.
Deze verwikkelingen in België maakten deel uit van de ontstaansgeschiedenis van het internationale gloeilampenkartel "Phoebus", dat evenwichtige marktverhoudingen, verdeling van de markten en bestrijding van outsider-concurrenten beoogde, samen met een behoedzaam prijsbeleid. Bij het ontstaan van het kartel stegen de prijzen gemiddeld 10 à 20 procent. De minimumprijs die men de grossist aanrekende, was door het Sales Committee van Phoebus vastgelegd op minimum 50 Goldpfennig (ca. 0,30 gulden).
Op 14 januari 1925 wordt voor Raphaël Rodenbach, notaris te Anderlecht, in verband met het pand op Anderlechtstraat 37-39, kadastersectie 3, nr. 1731u, en deel van 1731w, opp. 4 are 76 ca. (aangekocht op 30 juli 1924), een hypotheekakte opgemaakt. Philips had op 24 oktober 1924 een verbouwingsaanvraag ingediend om «a) remplacer la baie de porte et la baie de vitrine existantes par une baie de porte et deux baies de fenêtre, b) remplacer les seuils en pierre de taille aux fenêtres du premier etage, c) décaper et recimenter la façade, d) transformer la partie intérieure de l'immeuble.».
De bouwvergunning komt er slechts onder voorwaarden. Omdat er op het erf een erfdienstdienstbaarheid van rechttrekking met de rooilijn (KB 27/4/1875) rustte, waarbij de rooilijn 180 centimeter dieper dan de huidige gevellijn ligt, moet J.B. Vink zich akkoord verklaren met de eis van het Departement van Openbare Werken, met name a) afbreken wanneer ertoe verzocht wordt van de bestaande constructie zoals ze na de gevraagde werken er zal uitzien, 2) afstand van de meerwaarde, voortvloeiend uit verbouwing, van de in te nemen grond door het Rijk, deze meerwaarde wordt begroot op 5772,50 frank. Tot borg en garantiestelling wordt de eigendom in hypotheek ten voordele van de Belgische staat gegeven.
Op de daaropvolgende buitengewone algemene vergadering, in het bijzijn van de aandeelhouders Gaarenstroom, De Marez Oyens, E.J. Philips en J.B. Vink, waarbij Gaarenstroom voorzitter is en Vink secretaris, wordt ingestemd met de hypotheek.
De twee vrachtwagens waarover men in 1925 beschikte, legden dat jaar samen zo'n 21.770 kilometer af. Vijf jaar later reden er 8 vrachtwagens die goed waren voor 87.080 kilometer en in 1936, 21 wagens met samen 228.585 kilometer op de teller.
In 1925 wordt een intern adviesbureau (bureau d'études) opgericht. Het adviesbureau zal een uitstekend promotiemiddel blijken. In hetzelfde jaar wordt ook het zusterbedrijf "Philips Radio belge Sa" opgericht.
Het verslag van de raad van bestuur van 5 mei 1925 maakt gewag van een zware brand op 1 april, waarvan de schade nagenoeg geheel door de verzekering wordt gedekt. De brand was bij de buren om 11 uur 's nachts ontstaan, maar helaas overgeslagen naar het Philipsgebouw, dat nagenoeg geheel vernield werd.
Op dezelfde bijeenkomst van de raad van bestuur wordt besloten tot de oprichting van een afdeling Neon-verlichting. Deze afdeling kent vele technische problemen en zal het financiële resultaat over 1925, in tegenstelling tot het schitterende 1924, zeer ongunstig beïnvloeden. Dit geldt trouwens ook voor het boekjaar 1926, een jaar waarin de inflatie sterk is toegenomen. Er waren scherpe prijsstijgingen en bovendien werd de stroomtoevoer te lande beperkt.

### 1926
In 1926, toen de frank ten opzichte van bijvoorbeeld de dollar (10 dollar toen was 101 dollar waard in 2002) in vier jaar tijd tot een derde in waarde gedaald was en nadat België eindelijk een buitenlandse lening had losgepeuterd, voerde minister van financiën Janssen een hervorming door om de frank te stabiliseren. Dat hield een flinke devaluatie in: de frank bedroeg nu slechts een zevende van haar vooroorlogse waarde.
En om de burger moed te geven, werd een nieuwe munteenheid ingevoerd: de belga, die vijfmaal meer waard was dan de frank. Eén belga was dus goed voor vijf frank. Met de belga beoogde men afstand te nemen van de Franse frank. Omdat de belga zogezegd vijf keer sterker was, rekende men ook op het psychologische effect in die crisisjaren: 1000 frank te moeten betalen, of 200 belga's, het geeft toch de illusie minder diep in de portemonnee te moeten graven.

### 1927
Op 31 januari 1927 treedt de heer Marcel Collette in dienst op de Verkoopsafdeling. Hij houdt er zich bezig als diensthoofd met de verkoop van luidsprekers en de eerste Miniwattradiolampen. In 1928 al heeft deze dienst zo'n vlucht genomen dat "Radio Verkoop" (Vente Radio) een autonome afdeling wordt. Er kwamen zes artikelchefs en twaalf vertegenwoordigers. 1928 is het jaar van de "Combinaison Idéale" en van de AnodeSpanning voor het aansluiten op het net van de oude batterijgevoede toestellen en van een nieuwe serie Miniwattlampen. Zijn bureau bevond zich in een klein kamertje, waar zijn assistent eerst moest opstaan om hem naar buiten te kunnen laten gaan.
De raad van bestuur van 3 mei 1927 besluit een demonstratiezaal in te richten waarin bezoekers kennis kunnen maken met de mogelijkheden van verlichting. In de demonstratiezaal en de "salle d'applications" of "Toepassingszaal" zal men talloze conferenties geven. Daarnaast worden aan de lopende band verlichtingsontwerpen opgemaakt. Uit het guldenboek blijkt hoeveel tienduizenden scholieren en andere instellingen een bezoek hebben gebracht en uitvoerig werden ingelicht over lampen en verlichting in het algemeen. Deze propagandaslag werd aangevuld met enerzijds specialistische en anderzijds veralgemenende publicaties over deze onderwerpen.

### 1928
Vanaf 1928 krijgt de verkoop een bredere basis door een verruiming van het assortiment. Netstroomradio's zorgen voor een revolutie samen met een aantal nieuwe luidsprekers , de z.g. "Haut Charmeur". De leus van de heer Vink was dat iedereen wel een radio of een lamp kon verkopen, maar dat Philips "licht en muziek" verkocht. Daarnaast hechtte hij een groot belang aan reclame en technische documentatie. Deze aanpak stimuleerde hij ook sterk bij de zustervennootschap "Philips Radio Belge" (PRB). Niet alleen de technici en de gewone consument maar ook de schooljeugd werd sterk bewerkt. Een van zijn ideeën was de "Radiophonie scolaire": de radio als educatief hulpmiddel. Voorts kende het "Evangile du Meilleur Eclairage" een grote bijval door de manier waarop de jeugd ingelicht werd over verlichting. Philips kon hier rekenen op de morele steun van de overheid, omdat die er "y voyait un cours supplémentaire de physique et d'hygiène". Mede dankzij deze acties ontving Vink in 1929 de onderscheiding Ridder in de Kroonorde.
Eind jaren twintig, met name op 6 december 1928, wordt de "Philips Kring" of "Cercle Philips" opgericht, die onverdeeld is in verschillende afdelingen, zoals koor, toneel, ping-pong, billard russe, bridge, tennis enz. Regelmatig richt de Kring een feestje in, bijvoorbeeld op 29 oktober 1932 in de Brasserie Flamande en op 26 november 1932 in La belle Alliance te Grande Espinette in de buurt van Waterloo met een pensenkermis met "potage, boudins, côte de porc et 'cochonnerie' de toute espèce". Iedereen kon met een grote wagen van de "Compagnie Générale des Autobus" mee of op eigen gelegenheid ernaartoe komen. Ook het echtpaar Vink nam hieraan regelmatig deel.
Het "Werkhuisreglement" zoals bepaald bij de wet van 15 juni 1896 wordt voor het eerst aangeplakt op 2 januari 1929. Het telt 17 artikelen en bevat vooral geboden en waarschuwingen.
De werkduur bedraagt 48 uur. Van maandag tot vrijdag van 8 tot 12 en van 14 tot 18 uur. Op zaterdag werkt men van 7 tot 15 uur. Er was een pauze van 12 tot 12.30 uur. Op zondag hoeft niet gewerkt te worden, evenmin op de feestdagen, met name Nieuwjaar, Pasen, Hemelvaart, Pinksteren, 21 juli, OLV Hemelvaart, Allerheiligen, 11 november en Kerstdag. Enkele andere dagen (Aswoensdag, 1 mei, Gemeentelijke feestdag, 2 november) staan wel voorgedrukt, maar werden doorgehaald. Er mogen geen afhoudingen gedaan worden op het loon van de arbeider voor werkongevallenpremies noch voor bijdragen aan hulp- en voorzorgkassen. De wettelijke afhoudingen voor ouderdomsverzekering en verzekering tegen vroegtijdig overlijden gebeuren overeenkomstig de wet van 10 december 1924.
Er is gehoorzaamheid verschuldigd aan elke persoon met een titel, of met gezag in het werkhuis of op de werf. Van de directie en het toezichtspersoneel wordt verwacht dat zij de werklieden bejegenen met rechtvaardigheid, moreel gezag en beleefdheid. Klachten kunnen de werkers in een register inschrijven of ze kunnen zich rechtstreeks tot het bedrijfshoofd of de directie wenden. Verspilling van grondstoffen en schade toegebracht met opzet, door nalatigheid of onhandigheid mogen van het loon worden afgehouden (wet 10 maart 1900).
Op 7 december 1928 geeft de raad van bestuur een mandaat van zaakvoerder van het bijkantoor te Luxemburg aan de heer André de Schaefer. Een zelfstandige Luxemburgse vennootschap zal er pas komen in 1956, "S.A. Philips-Luxembourg". Op 17 december 1928 krijgt Vink volmacht om een gebouw aan de Zespenningenstraat nr. 30 aan te kopen. Door de goede gang van zaken is er immers weer meer ruimte nodig.
En er is behoefte aan een aanzienlijke uitbreiding van het commercieel, administratief en technisch personeel. Omdat de gebouwen niet meer voldoen, besluit de raad op 7 mei 1929 tot de bouw van een gebouw met acht verdiepingen, wat zeer hoog was voor die tijd. Het zou dan ook niet zonder reden de "Wolkenkrabber" genoemd worden. Voorts wordt nog een gebouw van de firma Keym aangekocht om er magazijnen in onder te brengen. Op commercieel vlak blijft de afdeling Neon het zorgenkind. Door fabricagemoeilijkheden in Nederland wordt de productie naar Brussel overgebracht. In 1929 komt de nieuwe lamp "Arlita" uit. Het personeel groeit tussen mei en december 1929 van 540 tot 648 bedienden. Het aantal arbeiders zakt daarentegen van 294 tot 230 arbeiders.

### 1929
Op 16 augustus 1929 start Vink een massale reclamecampagne met persartikelen, brochures, vouwbladen, albums en affiches. De heer Nickmilder, chef van de afdeling Propaganda, leidt de campagne, die de geboorte van de gestandaardiseerde lamp "Arlita" moest aankondigen. Deze lamp bood alle voordelen van de 81 typen lamp die er toen in gebruik waren. Enkele maanden later zou de Arlita 80% van de omzet uitmaken.
Deze campagne kwam op hetzelfde tijdstip als de vijftigste verjaardag van de uitvinding van de gloeilamp door Thomas Alva Edison. Inspelend op deze verjaardag, werden in het hele land voordrachten voor de schooljeugd gehouden en tienduizenden exemplaren van de geschiedenis van de verlichting uitgedeeld. In Brussel, Antwerpen, Luik en Namen kreeg de schooljeugd een film te zien over "La fabrication des lampes à incandescance".
Vink bedacht ook de delicate attentie voor de ouders met een baby die op 29 oktober 1929 werd geboren. Zij ontvingen een luxekoffertje met een Arlitalamp. De hoogbejaarde Edison stuurde hierover een vriendelijke bedankbrief aan Vink:
March 17th, 1930. My dear Mr Vink! I have received the handsomely bound album showing the various ways in which you commemorated the Golden Jubilee in Brussels, together with the frosted lamp in its case, such as you presented to babies born on the anniversary date. I very much appreciate your courtesy in presenting the activities to me in this graphic way and I thank you sincerely for the kind expressions conveyed in your letter of February 4th. Again thanking you, and with all good whishes, I am Yours sincerely, T.A. Edison.
Op 16 september 1929 besluit de raad van bestuur te Luik en Antwerpen een bijkantoor te openen. De dagelijkse leiding komt in handen van Leo Rovers (Antwerpen) en Octave Bodart (Luik, rue de la Paix). Voor Vink waren de tentoonstellingen te Antwerpen en te Luik rond 100 jaar België een gelegenheid om zich lokaal te verankeren. Dankzij de persoonlijke invloed van Vink werden verlichtingsprojecten aan Philips toevertrouwd, die ze liet uitvoeren in samenwerking met de Philipsspecialisten in Eindhoven, de heren Kalff en Van de Werfhorst.
Het herenhuis op de rue de la Paix, nrs. 25-27, te Luik wordt aangekocht op 20 september 1929 ten overstaan van notaris Seny. Verkoopster is Anne Marie Antoinette Montulet, zonder beroep, geboren te Luik op 27 april 1902 en gehuwd met Jean Marie Lekeu, landbouwingenieur, verblijvend te Ten Aert, Gheel, die haar daartoe toestemming heeft verleend. Koper is "La Lampe Philips s.a. belge", vertegenwoordigd door Pierre Theodore Heerbrant, architect, wonende te Brussel, Avenue Jean Linden, 16. Het pand wordt omschreven als "un hôtel de maître avec porche, cour dépendances, logement de concierge, remise, garage et ateliers", gekadastreerd in sectie B, nrs. 315b5 et 315c5, groot 12 are 70 ca. De schouw van de serre behoort niet tot de verkoop. Het gebouw is opgericht door de grootvader van de verkoopster, Lambert Emile Montulet (overleden te Luik op 12 oktober 1919), gehuwd met Marie Antoinette Ruyters (overleden op 22 oktober 1909 te Luik) op een stuk grond dat beiden aankochten op 7 maart 1884 (notaris Paques, Luik). Het goed kwam vrij op 1 oktober 1929, behalve het atelier dat verhuurd was aan Denis Mackiels, meubelmaker-antiquair, sinds 1 april 1921 voor de duur van 9 jaar. De verkoopprijs bedroeg 1.050.000 frank, die in bijzijn van de notaris betaald wordt in handen van de verkoopster, daartoe bijgestaan door en met de toestemming van haar echtgenoot.
In het "Philips Bulletin" van 1 november 1929 wordt de oprichting van een nieuwe dienst aangekondigd: "Philips-finance". Deze dienst houdt zich bezig met de organisatie van de verkoop op afbetaling. Alleen verkopers van Philipstoestellen kunnen een beroep doen op deze dienst. De verkoper wordt onmiddellijk gecrediteerd onder afhouding van 3% op de totale verkoopprijs en van de verhoging bestemd voor de verkoop op afbetaling. Drie brochures verschijnen initieel hierover: "Philips. Proposition relative à la vente à paiements différés", "Philips et les méthodes modernes de vente. Les avantages des payements différes. Confidentiel pour les électriciens" en "Vente à paiements différés, Philips Radio Belge".
In oktober 1929 wordt door de heer J. Druyvesteyn van het Philips Natuurkundig Laboratorium in het fysica-auditorium van de faculteit Wetenschappen een wetenschappelijke demonstratie gehouden over de stand van zaken op het gebied van televisie. Na een theoretische uitleg over de schijf van Nipkow, die het beeld in punten omzet, de foto-elektrische cel bij de zender en de neonbuis bij de ontvanger, wordt een praktische voorstelling van een film gehouden. Door de grote bandbreedte is het beeld nog vrij grof.
Op 24 december 1929 neemt de raad van bestuur enkele beslissingen: het ontslag van de heer Buys wordt aanvaard, de heer P. Heerbrant krijgt volmacht voor de afdeling Neon, en de heer L. Palange volmacht in zijn hoedanigheid van directiesecretaris.

### 1930
In 1930 neemt Philips deel aan de viering van de 100e verjaardag van de onafhankelijkheid van België met de levering van floodlighting voor de openbare monumenten.